# Loke pri Mozirju
Loke pri Mozirju – wieś w Słowenii, w gminie Mozirje. W 2018 roku liczyła 287 mieszkańców.